# Andrzej Składanowski (chemik)
Andrzej Marek Składanowski (ur. 1959, zm. 3 lipca 2023) – polski biochemik i chemik, prof. dr hab. inż., pracownik naukowy Politechniki Gdańskiej

## Życiorys
W 1984 r. ukończył studia biotechnologiczne w Politechnice Gdańskiej, a w 1994 r. uzyskał stopień doktora nauk chemicznych w dyscyplinie biochemia za rozprawę pt. Tworzenie międzyłańcuchowych wiązań sieciujących w DNA komórek nowotworowych przez antracykliny i pochodne aminoantrachinonu oraz znaczenie tego zjawiska dla aktywności biologicznej tych związków, której promotorem był prof. Jerzy Konopa. W 2004 r. otrzymał stopień doktora habilitowanego. W 2009 r. uzyskał tytuł profesora nauk biologicznych.
Był profesorem nadzwyczajnym w Katedrze Technologii Leków i Biochemii PG, w latach 2012–2016 pełnił też funkcję prodziekana na Wydziale Chemicznym Politechniki Gdańskiej.